# Under Beskyttelse av Morke
Under Beskyttelse av Morke – minialbum norweskiego zespołu black metalowego Darkthrone wydany 2 sierpnia 2005 roku przez wytwórnię płytową Disign Warks na terenie Japonii. Zawiera nagrania powstałe w 1992 roku, pochodzące z prób poprzedzających produkcję albumu Under a Funeral Moon.

## Lista utworów
| Nr | Tytuł utworu                                             | Długość |
| -- | -------------------------------------------------------- | ------- |
| 1. | „Unholy Black Metal”                                     | 3:33    |
| 2. | „Under a Funeral Moon”                                   | 5:03    |
| 3. | „Crossing the Triangle of Flames” (utwór instrumentalny) | 5:55    |
|    |                                                          | 14:31   |

## Twórcy
- Ted "Nocturno Culto" Skjellum – śpiew, gitara basowa
- Ivar "Zephyrous" Enger – gitara
- Gylve "Fenriz" Nagell – perkusja